# Vladimír Křečan
Vladimír Křečan (26. dubna 1931 Žirovnice – 31. ledna 1985 Liberec) byl český textilní výtvarník.

## Životopis
V letech 1946–1948 se vyučil tkalcem. Následně mezi lety 1948–1950 studoval na průmyslové škole textilní v Liberci a v letech 1952–1958 na Vysoké škole uměleckoprůmyslové v Praze u profesora Antonína Kybala.
Mezi roky 1958–1965 pracoval ve Vratislavicích nad Nisou v Průmyslu bytových textilií. V letech 1964–1965 spolupracoval na vývoji techniky art protis. Patřil mezi první umělce používající tuto techniku a seznámil s ní i další výtvarníky. Věnoval se tapiseriím. Inspirací u tapiserií pro něj byla zejména příroda jako symbol stále se proměňujícího života. Zabýval se také paličkovanou krajkou, malbě na textil pro interiéry veřejných budov a tiskem.
Vlastní výstavy uspořádal v roce 1965 v Bratislavě, roku 1977 v Liberci a roku 1982 v Jihlavě. Od roku 1960 vystavoval také v rámci kolektivních výstav československých výtvarníků v České republice i v zahraničí.
V 80. letech 20. století vytvořil gobelíny pro město Liberec. Mezi jeho významná díla patří "Genese" a "Noc a den".
V roce 1967 získal Krajskou cenu kultury KNV Ústí nad Labem za výtvarnou práci v průmyslu a za výtvarnou a technickou spolupráci při vzniku techniky art protis. Roku 1971 získal odměnu na výstavě s názvem Československé užité umění v Moskvě.

## Dílo
- 1960: Tapiserie pro Průmysl bytových textilií ve Vratislavicích nad Nisou[1]
- 1964: Ručně vázané koberce pro hotel International v Brně[1]
- 1964: Genese, Liberec[3]
- 1965: Art protis pro radnici v Liberci[1]
- 1966: Art protis pro VŠ strojní a textilní v Liberci[1]
- 1966: Noc a den[3]
- 1968: Závěs malovaný na vlně, radnice v Českém Dubu[1]
- 1971: Aplikace a malovaný závěs na vlně pro obřadní síň ve Varnsdorfu[1]
- 1974: Slavnostní opona pro VŠ strojní a textilní v Liberci[1]
- 1978: Paličkovaná krajka pro Elitex Chrastava[1]
- 1979: Divadelní opona pro Kulturní dům v Semilech[1]
- 1980: Dělicí stěny z paličkované krajky pro mateřskou školu v Teplicích[1]
- 1982: Malované závěsy na polyamidu pro Dětský domov a jesle v Liberci[1]
- 1983: Tapiserie pro Českou státní pojišťovnu v Liberci[1]